# Музыкальное подношение Трём Драгоценностям
Музыкальное подношение Трём Драгоценностям — наименование ежегодного музыкального представления сводного оркестра и хористов, организуемое Министерством культуры и туризма Республики Калмыкия в Элисте, Калмыкия. Концерт совершается в дни празднования священного месяца Ур Сар и представляет собой религиозный акт подношения главе буддистов Далай-ламе XIV и трём драгоценностям — Будде, Дхарме и Сагхе.
По словам главного дирижёра Национального оркестра Калмыкии Савра Катаева, данное мероприятие по своей масштабности не имеет аналогов во всей России. Концерт совершается под руководством Савра Катаева на площади перед буддийским храмом Золотая обитель Будды Шакьямуни.
Первый концерт состоялся в 2015 году в честь 10-летия со дня открытия храма Золотая обитель Будды Шакьямуни. Инициатором первого концерта Шаджин-лама Калмыкии Тэло Тулку Ринпоче. В этом концерте участвовало около трёхсот домбристов (по другим данным — 330 домбристов).
В 2016 году участвовало около 500 музыкантов.
В 2018 году в концерте приняло около семисот музыкантов, в том числе около двухсот хористов.
В 2019 году программа концерта состояла из десяти музыкальных номеров. В представлении участвовало семьсот музыкантов. В этом же году впервые проходила прямая трансляция на сайте Республиканского информационного агентства «Калмыкия».